# Peter Solley
Peter "Pete" Solley (Londres, 19 de octubre de 1948-Brattleboro, 16 de noviembre de 2023) fue un pianista y organista de origen inglés, nominado al Grammy como productor.

## Trayectoria
Ha grabado música con artistas y agrupaciones como Eric Clapton, Procol Harum, Al Stewart y Whitesnake y ha producido álbumes para Ted Nugent, Oingo Boingo, Motörhead, The Romantics, Peter Frampton, The Sports y Wreckless Eric, entre otros.
Produjo el álbum 1916 de Motörhead, lo que le valió una nominación al premio Grammy.
Durante un breve tiempo, en 1968, figuró como teclista del grupo español Los Bravos, en sustitución de Manolo Fernández, quien había fallecido por suicidio semanas antes.
Tras padecer un cáncer oral, falleció a los 75 años en su residencia de Brattleboro, el 16 de noviembre de 2023.